# Les Dossiers oubliés
Les Dossiers oubliés (Department Q) est une série télévisée policière britannique en neuf épisodes d'environ 54 minutes créée par Scott Frank et Chandni Lakhani, adaptation de la série de romans policiers Les Enquêtes du département V de l'écrivain danois Jussi Adler-Olsen. La série est mise en ligne le 29 mai 2025 sur Netflix.

## Synopsis
Carl Morck, un brillant policier parfois insolent, est nommé à la direction d'un nouveau service de la police d'Édimbourg. Accompagné d'une équipe de marginaux, ils doivent résoudre les affaires non élucidées (cold cases), perpétrés dans la capitale écossaise.

## Distribution
- Matthew Goode (VF : Marc Arnaud) : Carl Morck
- Chloe Pirrie (VF : Marie Giraudon) : Merritt Lingard
- Jamie Sives (VF : Frédéric Popovic) : le capitaine James Hardie
- Mark Bonnar (VF : Jérôme Keen) : Stephen Burns
- Alexej Manvelov (VF : Eilias Changuel) : Akram Salim
- Leah Byrne (VF : Margaux Maillet) : Rose
- Kate Dickie (VF : Anne Dolan) : Moira Jacobson
- Shirley Henderson (VF : Nathalie Kanoui) : Claire Marsh
- Kelly Macdonald (VF : Julie Turin) : Dr Rachel Irving
- Fraser Saunders : Harry Jennings

 Source et légende : version française (VF) sur RS Doublage

## Production
Cette série à été produite par Netflix pour Netflix

## Épisodes
| № | Titre     | Réalisateur   | Scénaristes                        | Durée      |
| - | --------- | ------------- | ---------------------------------- | ---------- |
| 1 | Épisode 1 | Scott Frank   | Chandni Lakhani Scott Frank        | 65 minutes |
| 2 | Épisode 2 | Scott Frank   | Chandni Lakhani Scott Frank        | 53 minutes |
| 3 | Épisode 3 | Elisa Amoruso | Chandni Lakhani Scott Frank        | 54 minutes |
| 4 | Épisode 4 | Elisa Amoruso | Stephen Greenhorn (en) Scott Frank | 54 minutes |
| 5 | Épisode 5 | Elisa Amoruso | Stephen Greenhorn Scott Frank      | 53 minutes |
| 6 | Épisode 6 | Scott Frank   | Colette Kane Scott Frank           | 47 minutes |
| 7 | Épisode 7 | Scott Frank   | Colette Kane Scott Frank           | 51 minutes |
| 8 | Épisode 8 | Scott Frank   | Scott Frank                        | 42 minutes |
| 9 | Épisode 9 | Scott Frank   | Scott Frank                        | 71 minutes |